# Салфер (Оклахома)
Салфер (англ. Sulphur) — город и административный центр округа Марри в американском штате Оклахома. По данным переписи населения США 2020 года, численность населения составляла 5065 человека.

## Население
| 2010 | 2020  |
| ---- | ----- |
| 4929 | ↗5065 |